# 일산화 규소
일산화 규소(一酸化 硅素, 독일어: siliciummonoxyd)는 규소와 산소로 이루어진 화합물이다.
호흡기, 피부, 눈에 자극을 줄 수 있다.

## 성질
갈색, 흑색의 분말 또는 덩어리 형태로 존재한다. 녹는점은 1710°C, 끓는점은 1880°C이다. 밀도는 2.13g/ml이다. 열과 전기에 대해서 우수한 절연체로 작용한다. 공기 중에 노출될 경우 표면이 산화되어 이산화 규소가 형성되므로 화학적으로 불활성 상태가 된다. 물과 반응하여 수소를 생성할 수 있지만, 표면이 이산화 규소로 덮이게 되어 반응이 곧 중지된다. 플루오르화 수소와 반응시키면 규소와 물, 그리고 규소의 비중이 높고 조성이 결정되지 않는 물질을 생성한다.

## 제법
이산화 규소와 탄소나 탄화 규소를 고온에서 반응시켜 얻을 수 있다.

## 참고 문헌
- https://web.archive.org/web/20080527073752/http://msds.chem.ox.ac.uk/SI/silicon_II_oxide.html
- 化學大辭典編集委員會 편, 성용길, 김창홍 역, 《화학대사전》, 서울: 世和, 2001.